# Coeliccia exoleta
Coeliccia exoleta – gatunek ważki z rodziny pióronogowatych (Platycnemididae).